# Entrapment (phim)
Entrapment là một bộ phim hành động trộm cắp do Jon Amiel đạo diễn và viết kịch bản bởi Ronald Bass, với sự tham gia của Sean Connery và Catherine Zeta-Jones. Phim nói về Virginia Baker, một nhân viên bảo hiểm, đã cùng lão trộm Robert MacDougal thực hiện một phi vụ trộm cắp trong những ngày cận thiên niên kỷ mới cùng mối quan hệ thật giả bất phân của hai người.
1. ↑  "Entrapment (1999)". Box Office Mojo. Truy cập ngày 23 tháng 12 năm 2016.

## Plot
Virginia "Gin" Baker (Catherine Zeta-Jones) là một nhân viên bảo hiểm ở Waverly Insurance. Robert "Mac" MacDougal (Sean Connery) là một tội phạm chuyên nghiệp xuyên quốc gia. Phim bắt đầu với cảnh bức tranh do họa sĩ nổi tiếng Rembrandt, bị đánh cắp từ một tòa nhà thương mại có trụ sở tại New York, và Gin được bí mật gửi đến để điều tra Mac - tình nghi hàng đầu của vụ án. Gin nối dối Mac: cô là kẻ trộm chuyên nghiệp và hứa sẽ cùng Mac đánh cắp một chiếc Mặt nạ Trung Quốc quý giá.